# Torkî, Radehiv
Torkî (în ucraineană Торки) este un sat în comuna Bîșiv din raionul Radehiv, regiunea Liov, Ucraina. Satul este situat în nordul regiunii istorice Galiția.

## Demografie
Componența lingvistică a localității Torkî
     Ucraineană (99,73%)
Conform recensământului din 2001, majoritatea populației localității Torkî era vorbitoare de ucraineană (99,73%), existând în minoritate și vorbitori de alte limbi.